# Chef van de Israëlische Generale Staf
De chef van de Generale Staf, ook bekend als de opperbevelhebber van het Israëlische defensieleger (Hebreeuws: רֹאשׁ הַמַּטֶּה הַכְּלָלִי, geromaniseerd: Rosh hamateh haklali, afgekort Ramatkal-רמטכ"ל), is de opperbevelhebber en hoofd van het Israëlische defensieleger. De huidige chef van de generale staf is Herzi Halevi
Op elk willekeurig moment is de chef van de generale staf de enige actieve officier met de hoogste rang van de IDF, rav aluf (רַב־אַלּוּף), wat meestal in het Nederlands wordt vertaald als luitenant-generaal, een rang met drie sterren. De enige uitzondering op deze regel deed zich voor tijdens de Yom Kippur-oorlog, toen voormalig chef van de generale staf Haim Bar-Lev, die bij het uitbreken en tijdens de oorlog kabinetslid was, uit pensionering werd gehaald en geïnstalleerd als chef van Zuid Commando. Voor een korte periode waren hij en chef van de generale staf David Elazar beiden in actieve dienst met de rang van rav aluf.

## Geschiedenis
De rol van de chef van de generale staf begon met de Haganah-organisatie, waar deze werd genoemd naar het hoofd van de generale staf van de Haganah. Met de oprichting van de IDF werden de Chef Defensie en de Stafchef, onder leiding van Yaakov Dori, bekeerd om de IDF te leiden.
De stafchef wordt officieel benoemd voor een periode van drie jaar, die met nog een jaar kan worden verlengd. Een uitzondering was Rafael Eitan, wiens ambtstermijn tweemaal werd verlengd en hij diende in totaal vijf jaar. Aan de andere kant waren er verschillende stafchefs die hun volledige ambtstermijn niet volbrachten: Yigal Yadin nam ontslag wegens onenigheid over het IDF-budget, Mordechai Maklef diende slechts één jaar op zijn verzoek, David Elazar werd gedwongen om af te treden naar aanleiding van de aanbevelingen van de Agranat-commissie die de Yom Kippur-oorlog onderzoekt, en Dan Halutz nam ontslag vanwege kritiek op de Israëlisch-Libanese Oorlog. Ook hebben twee stafchefs een deel van hun ambtstermijn opgegeven: Amnon Lipkin-Shahak wilde zijn ambtstermijn halverwege het vierde jaar beëindigen, vanwege zijn wens om de politiek in te gaan en zich kandidaat te stellen voor premier. Haim Laskov vroeg om geen vierde jaar te dienen vanwege zijn meningsverschillen met Shimon Peres.
In 2005 hebben Ariel Sharon en Shaul Mofaz de termijn van Moshe Ya'alon niet verlengd tot een vierde jaar, waarin hij werd geïnterpreteerd als een ontslag in het licht van Ya'alon's verzet tegen het terugtrekkingsplan. Om dergelijke problemen in de toekomst te voorkomen, benoemde minister van Defensie Amir Peretz, net als voor andere functies zoals die van de president, in 2007 majoor-generaal Gabi Ashkenazi voor een periode van vier jaar, waarmee de onzekerheid over de toevoeging van het vierde jaar. Ashkenazi bracht de kwestie ter sprake van verlenging van zijn ambtstermijn tot een vijfde jaar.
Aan het einde van zijn ambtstermijn heeft de stafchef (net als andere hoge leden van het Israëlische defensie-instituut) een afkoelingsperiode van drie jaar voordat hij kan worden gekozen tot lid van de Knesset, kan worden benoemd tot minister in de regering of gekozen worden tot premier.

## Positie
De positie van ramatkal is gedefinieerd in de basiswet: het leger (1976), clausule drie:
- De rang van opperbevel in het leger is die van de chef van de generale staf
- De chef van de generale staf moet onder het gezag van de regering worden geplaatst en ondergeschikt aan de minister van Defensie
- De chef van de generale staf moet worden benoemd door de regering, volgens de aanbeveling van de minister van Defensie
- De chef van de generale staf wordt eens in de drie jaar formeel benoemd, waarbij de regering de termijn vaak verlengt tot vier jaar, en in sommige gevallen zelfs tot vijf.

## Betekenis van de functie
Gezien het belang van de IDF in de Israëlische samenleving, is de chef van de generale staf een belangrijke publieke figuur in Israël. Bij de benoeming van een nieuwe chef van de generale staf voorzien massale kranten zoals Yediot Aharonot en Israel Hayom hun lezers gewoonlijk van grootschalige portretfoto's van de nieuwe chef. Voormalige chefs van de generale staf spelen vaak de prominente rol van hun positie in het politieke leven, en soms in de zakenwereld. Twee chefs van de generale staf (Yitzhak Rabin en Ehud Barak) zijn premier van Israël geworden. En elf anderen (Yigael Yadin, Moshe Dayan, Tzvi Tzur, Haim Bar-Lev, Mordechai Gur, Rafael Eitan, Amnon Lipkin-Shahak, Shaul Mofaz, Moshe Ya'alon, Gabi Ashkenazi en Benny Gantz) hebben gediend in de Knesset. Hiervan werd alleen Tzur niet benoemd tot lid van het kabinet.
Zes voormalige chefs van de generale staf (Dayan, Rabin, Barak, Mofaz, Ya'alon en Gantz) bekleedden de functie van minister van Defensie, algemeen beschouwd als één van de machtigste ministersposten in het land en de directe civiele overste van de chef van de generale staf. De huidige houder van de post (vanaf maart 2021) is voormalig stafchef Benny Gantz. Moshe Dayan diende ook als minister van Buitenlandse Zaken. Kort na zijn ontslag werd Dan Halutz de CEO van een de prestigieuze auto-importeur: Kamor motors.

## Lijst van Chefs van de Israëlische Generale Staf
| Nr. | Portret | Chef van de Generale Staf                | Indienst         | Uitdienst        | Tijd in dienst    | Ref.          |
| --- | ------- | ---------------------------------------- | ---------------- | ---------------- | ----------------- | ------------- |
| 1   |         | Rav aluf Yaakov Dori (1899–1973)         | 1 juni 1947      | 9 November 1949  | 2 jaar, 161 dagen | [ 2 ] [ 15 ]  |
| 2   |         | Rav aluf Yigael Yadin (1917–1984)        | 9 november 1949  | 7 december 1952  | 3 Jaar, 28 dagen  | [ 15 ]        |
| 3   |         | Rav aluf Mordechai Maklef (1920–1978)    | 7 december 1952  | 6 december 1953  | 364 dagen         | [ 15 ]        |
| 4   |         | Rav aluf Moshe Dayan (1915–1981)         | 6 december 1953  | 29 januari 1958  | 4 jaren, 54 dagen | [ 15 ] [ 16 ] |
| 5   |         | Rav aluf Haim Laskov (1919–1982)         | 29 januari 1958  | 1 januari 1961   | 2 jaar, 338 dagen | [ 15 ] [ 16 ] |
| 6   |         | Rav aluf Tzvi Tzur (1923–2004)           | 1 januari 1961   | 1 januari 1964   | 3 jaar            | [ 15 ] [ 17 ] |
| 7   |         | Rav aluf Yitzhak Rabin (1922–1995)       | 1 januari 1964   | 1 januari 1968   | 4 jaar            | [ 11 ] [ 15 ] |
| 8   |         | Rav aluf Haim Bar-Lev (1924–1994)        | 1 januari 1968   | 1 januari 1972   | 4 jaar            | [ 15 ]        |
| 9   |         | Rav aluf David Elazar (1925–1976)        | 1 januari 1972   | 3 april 1974     | 2 jaren, 92 dagen | [ 15 ]        |
| –   |         | Aluf Yitzhak Hofi (1927–2014)            | 3 april 1974     | 16 april 1974    | 13 dagen          | [ 15 ]        |
| 10  |         | Rav aluf Mordechai Gur (1930–1995)       | 16 april 1974    | 16 april 1978    | 4 jaar            | [ 15 ]        |
| 11  |         | Rav aluf Rafael Eitan (1929–2004)        | 16 april 1978    | 19 april 1983    | 5 jaren, 3 dagen  | [ 15 ]        |
| 12  |         | Rav aluf Moshe Levi (1936–2008)          | 19 april 1983    | 19 april 1987    | 4 jaar            | [ 15 ]        |
| 13  |         | Rav aluf Dan Shomron (1937–2008)         | 19 april 1987    | 1 april 1991     | 3 jaar, 347 dagen | [ 15 ]        |
| 14  |         | Rav aluf Ehud Barak (Geboren 1942)       | 1 april 1991     | 1 januari 1995   | 3 jaar, 275 dagen | [ 15 ]        |
| 15  |         | Rav aluf Amnon Lipkin-Shahak (1944–2012) | 1 januari 1995   | 9 juli 1998      | 3 jaar, 189 dagen | [ 15 ]        |
| 16  |         | Rav aluf Shaul Mofaz (Geboren 1948)      | 9 juli 1998      | 9 juli 2002      | 4 jaar            | [ 15 ]        |
| 17  |         | Rav aluf Moshe Ya'alon (Geboren 1950)    | 9 juli 2002      | 1 juni 2005      | 2 jaar, 327 dagen | [ 15 ]        |
| 18  |         | Rav aluf Dan Halutz (Geboren 1948)       | 1 juni 2005      | 14 februari 2007 | 1 jaar, 258 dagen | [ 15 ]        |
| 19  |         | Rav aluf Gabi Ashkenazi (Geboren 1954)   | 14 februari 2007 | 14 februari 2011 | 4 jaar            | [ 15 ]        |
| 20  |         | Rav aluf Benny Gantz (Geboren 1959)      | 14 februari 2011 | 16 februari 2015 | 4 jaar, 2 dagen   | [ 15 ]        |
| 21  |         | Rav aluf Gadi Eizenkot (Geboren 1960)    | 16 februari 2015 | 15 januari 2019  | 3 jaar, 333 dagen | [ 15 ]        |
| 22  |         | Rav aluf Aviv Kochavi (Geboren 1964)     | 15 januari 2019  | Actief           | 3 jaar, 142 dagen | [ 18 ]        |